# Colchester United FC
Colchester United FC är en engelsk professionell fotbollsklubb i Colchester, grundad 1937. Hemmamatcherna spelas på Jobserve Community Stadium, även kallad Colchester Community Stadium. Smeknamnet är The U's. Klubben spelar i League Two.

## Historia

Klubbens ligaplaceringar från och med 1950.

Klubben grundades 1937 och blev 1950 invald i The Football League. Allt sedan dess har man för det mesta spelat i ligans två lägsta divisioner. På 2000-talet hade man större framgångar och säsongen 2005/06 slutade man tvåa i League One och säkrade därmed en plats i The Championship.
Colchesters första säsong i The Championship slutade med en stor succé då man slutade på en tionde plats i ligan. Man hade chans på kval till Premier League i sista omgången men det räckte inte. Andra året i The Championship gick dock mycket sämre för man kom sist och hamnade åter i League One. Säsongen 2015/16 blev klubben nedflyttad till League Two.
Den 24 september 2019 slog Colchester ut Tottenham ur ligacupen. En av de största matcherna i klubbens historia.

## Meriter

### Liga
- The Championship eller motsvarande (nivå 2): Tia 2006/07 (högsta ligaplacering)
- National League eller motsvarande (nivå 5): Mästare 1991/92
- Southern Football League: Mästare 1938/39

### Cup
- FA Trophy: Mästare 1991/92
- Southern Football League Cup: Mästare 1937/38, 1949/50
- Watney Cup: Mästare 1971
- Essex Senior Cup: Mästare 2009/10

## Spelare

### Spelartrupp
| 1  | England | Sam Hornby    | 14 februari 1995 | Bradford City (-22)  |
| 13 | Irland  | Kieran O'Hara | 22 april 1996    | Fleetwood Town (-22) |

| 3  | England     | Ryan Clampin     | 29 januari 1999   | Colchester United FC    |
| 4  | England     | Luke Chambers    | 28 september 1985 | Ipswich Town (-21)      |
| 5  | Nya Zeeland | Tommy Smith      | 31 mars 1990      | Sunderland (-20)        |
| 6  | England     | Tom Dallison     | 2 februari 1996   | Crawley Town (-22)      |
| 18 | England     | Tom Eastman      | 21 oktober 1991   | Ipswich Town (-11)      |
| 22 | England     | Junior Tchamadeu | 22 december 2003  | Charlton Athletic (-20) |
| 26 | England     | Lordon Akolbire  | 28 maj 2003       | Colchester United FC    |
| 30 | England     | Al-Amin Kazeem   | 6 april 2002      | Colchester United FC    |
| 35 | England     | Billy Cracknell  | 19 januari 2002   | Colchester United FC    |
| 40 | England     | Frankie Terry    | 30 januari 2004   | Colchester United FC    |

| 7  | England    | Luke Hannant    | 4 november 1993   | Cambridge United (-21)       |
| 8  | England    | Cole Skuse      | 29 mars 1986      | Ipswich Town (-21)           |
| 10 | Irland     | Alan Judge      | 11 november 1988  | Ipswich Town (-21)           |
| 14 | England    | Noah Chilvers   | 22 februari 2001  | Colchester United FC         |
| 17 | England    | Ossama Ashley   | 23 februari 2000  | West Ham United (-22)        |
| 19 | England    | Alex Newby      | 21 november 1995  | Rochdale (-22)               |
| 20 | Nordirland | Charlie Owens   | 7 december 1997   | Queens Park Rangers (-22)    |
| 21 | England    | Gene Kennedy    | 18 april 2003     | Colchester United FC         |
| 23 | England    | Dan Chesters    | 4 april 2002      | West Ham United (-22)        |
| 25 | England    | Matty Longstaff | 21 mars 2000      | Newcastle United (-22)       |
| 28 | Wales      | Emyr Huws       | 30 september 1993 | Ipswich Town (-22)           |
| 33 | England    | Marley Marshall | 22 oktober 2002   | Brighton & Hove Albion (-19) |
| 37 | England    | Chay Cooper     | 17 november 2001  | Tottenham Hotspur (-21)      |
| 39 | England    | Ryan Lowe       | 18 oktober 2003   | Colchester United FC         |
| 42 | England    | Jayden Fevrier  | 14 april 2003     | West Ham United (-22)        |

| 9  | Ghana   | Kwesi Appiah  | 12 augusti 1990   | Crawley Town (-22)    |
| 11 | England | Freddie Sears | 27 november 1989  | Ipswich Town (-21)    |
| 15 | England | Bez Lubala    | 8 januari 1998    | Blackpool (-22)       |
| 24 | England | John Akinde   | 8 juli 1989       | Gillingham (-22)      |
| 34 | England | Samson Tovide | 4 januari 2004    | Colchester United FC  |
| 45 | England | Frank Nouble  | 24 september 1991 | Plymouth Argyle (-21) |
| 49 | England | Kaan Bennett  | 31 augusti 2004   | Colchester United FC  |

Not: Spelare i kursiv stil är inlånade.

### Utlånade spelare
| Nr | Land    | Pos | Namn                                                       |
| -- | ------- | --- | ---------------------------------------------------------- |
| 27 | Wales   | F   | Cameron Coxe (i Boreham Wood till 31 maj 2023)             |
| 31 | England | MF  | Donnell Thomas (i Bishop's Stortford till 4 januari 2023)  |
| 32 | England | A   | Jake Hutchinson (i Eastbourne Borough till 2 januari 2023) |
| 36 | England | MF  | Harvey Sayer (i Maldon & Tiptree till 1 januari 2023)      |

| Nr | Land    | Pos | Namn                                                       |
| -- | ------- | --- | ---------------------------------------------------------- |
| 43 | England | F   | Harry Beadle (i Bishop's Stortford till 4 januari 2023)    |
| 44 | England | MV  | Ted Collins (i Potters Bar Town till 31 maj 2023)          |
| 48 | England | A   | Bradley Ihionvien (i Maldon & Tiptree till 1 januari 2023) |

### Kända spelare
Teddy Sheringham avslutade sin karriär i Colchester United där han spelade 2006–2008. Andra spelare är Lomana LuaLua som kom från Colchesters ungdomsled innan han såldes till Newcastle United för 2,25 miljoner pund. Perry Groves, som senare vann ligan två gånger med Arsenal, gjorde mellan 1982 och 1986 26 mål på 142 matcher för United.